# Jean Cassaigne
Jean Cassaigne (Grenade-sur-l'Adour, 30 gennaio 1895 – 31 ottobre 1973) è stato un vescovo cattolico e missionario francese.

## Biografia
Jean Cassaigne nacque il 30 gennaio 1895 a Grenade-sur-l'Adour.
Fu ordinato diacono il 6 giugno 1925 e presbitero Il 19 dicembre dello stesso anno in entrambe le occasioni dall'arcivescovo Jean-Baptiste-Marie Budes de Guébriant.
Il 20 febbraio 1941 papa Pio XII lo nominò vicario apostolico di Saigon assegnandogli la sede titolare di Gadara. Ricevette l'ordinazione episcopale il 24 giugno 1941 nella basilica di Notre-Dame di Saigon per imposizione delle mani dell'arcivescovo Antonin-Fernand Drapier.
Resse il vicariato per quattordici anni rassegnando le dimissioni il 20 settembre 1955. Morì il 31 ottobre 1973 all’età di 78 anni.

## Genealogia episcopale
La genealogia episcopale è:
- Patriarca Eliya XII Denha
- Patriarca Yukhannan VIII Hormizd
- Vescovo Isaie Jesu-Yab-Jean Guriel
- Arcivescovo Augustin Hindi
- Patriarca Yosep VI Audo
- Patriarca Eliya XIV Abulyonan
- Patriarca Yosep Emmanuel II Thoma
- Vescovo François David
- Arcivescovo Antonin-Fernand Drapier, O.P.
- Vescovo Jean Cassaigne, M.E.P.